# جوس
جوس (به لاتین: Jos) یک شهر در نیجریه است که در ایالت پلاتو واقع شده‌است.

## خصوصیات
جوس ۸۷۳٬۹۴۳ نفر جمعیت دارد و ۱٬۲۱۷ متر بالاتر از سطح دریا واقع شده‌است.